# Flavien Tait
Flavien Tait (Longjumeau, 2 febbraio 1993) è un calciatore francese, centrocampista del Samsunspor.

## Caratteristiche tecniche
È un trequartista.

## Carriera

### Club
Cresciuto nelle giovanili del Châteauroux, ha esordito il 15 febbraio 2013 in un match perso 3-4 contro il Lens.

## Statistiche

### Presenze e reti nei club
Statistiche aggiornate al 12 febbraio 2024.
| Stagione           | Squadra            | Campionato         | Campionato | Campionato | Coppe nazionali | Coppe nazionali | Coppe nazionali | Coppe continentali | Coppe continentali | Coppe continentali | Altre coppe | Altre coppe | Altre coppe | Totale | Totale | Totale |
| Stagione           | Squadra            | Comp               | Pres       | Reti       | Comp            | Pres            | Reti            | Comp               | Pres               | Reti               | Comp        | Pres        | Reti        | Pres   | Reti   |        |
| ------------------ | ------------------ | ------------------ | ---------- | ---------- | --------------- | --------------- | --------------- | ------------------ | ------------------ | ------------------ | ----------- | ----------- | ----------- | ------ | ------ | ------ |
| 2012-2013          | Châteauroux        | L2                 | 1          | 0          | CF+CdL          | 0               | 0               |                    | -                  | -                  |             | -           | -           | 1      | 0      |        |
| 2013-2014          | Châteauroux        | L2                 | 25         | 4          | CF+CdL          | 0+1             | 0               |                    | -                  | -                  |             | -           | -           | 26     | 4      |        |
| 2014-2015          | Châteauroux        | L2                 | 19         | 1          | CF+CdL          | 1+0             | 0               |                    | -                  | -                  |             | -           | -           | 20     | 1      |        |
| 2015-2016          | Châteauroux        | NAT                | 31         | 4          | CF+CdL          | 0+1             | 0               |                    | -                  | -                  |             | -           | -           | 32     | 4      |        |
| Totale Chateauroux | Totale Chateauroux | Totale Chateauroux | 76         | 9          |                 | 3               | 0               |                    | -                  | -                  |             | -           | -           | 79     | 9      |        |
| 2016-2017          | Angers             | L1                 | 11         | 2          | CF+CdL          | 4+1             | 0               |                    | -                  | -                  |             | -           | -           | 16     | 2      |        |
| 2017-2018          | Angers             | L1                 | 31         | 4          | CF+CdL          | 1+2             | 0               |                    | -                  | -                  |             | -           | -           | 34     | 4      |        |
| 2018-2019          | Angers             | L1                 | 36         | 5          | CF+CdL          | 0+1             | 0               |                    | -                  | -                  |             | -           | -           | 37     | 5      |        |
| Totale Angers      | Totale Angers      | Totale Angers      | 78         | 11         |                 | 9               | 0               |                    | -                  | -                  |             | -           | -           | 87     | 11     |        |
| 2019-2020          | Rennes             | L1                 | 17         | 2          | CF+CdL          | 3+1             | 0               | UEL                | 4                  | 0                  | SF          | 1           | 0           | 26     | 2      |        |
| 2020-2021          | Rennes             | L1                 | 23         | 1          | CF              | 0               | 0               | UCL                | 3                  | 0                  |             |             |             | 26     | 1      |        |
| 2021-2022          | Rennes             | L1                 | 28         | 5          | CF              | 2               | 0               | UECL               | 2 +7               | 0+2                |             |             |             | 39     | 7      |        |
| 2022-2023          | Rennes             | L1                 | 30         | 2          | CF              | 1               | 0               | UEL                | 7                  | 0                  |             |             |             | 38     | 2      |        |
| Totale Rennes      | Totale Rennes      | Totale Rennes      | 98         | 10         |                 | 7               | 0               |                    | 23                 | 2                  |             | 1           | 0           | 129    | 12     |        |
| 2023-2024          | Samsunspor         | SL                 | 28         | 0          | CT              | 1               | 0               | -                  | -                  | -                  | -           | -           | -           | 29     | 0      |        |
| 2024-2025          | Samsunspor         | SL                 | 7          | 1          | CT              | 0               | 0               | -                  | -                  | -                  | -           | -           | -           | 7      | 1      |        |
| Totale Samsunspor  | Totale Samsunspor  | Totale Samsunspor  | 35         | 1          |                 | 1               | 0               |                    | -                  | -                  |             | -           | -           | 36     | 1      |        |
| Totale carriera    | Totale carriera    | Totale carriera    | 286        | 31         |                 | 20              | 0               |                    | 23                 | 2                  |             | 1           | 0           | 330    | 33     |        |